# Barbara Tokarz
Barbara Tokarz z domu Piwowarczyk – polska leśnik, doktor habilitowany nauk rolniczych, profesor na Uniwersytecie Rolniczym im. Hugona Kołłątaja w Krakowie.

## Kariera naukowa
W 2006 roku na Uniwersytecie Rolniczym im. Hugona Kołłątaja w Krakowie uzyskała tytuł magistra inżyniera w zakresie ogrodnictwa. W 2011 roku na Wydziale Biotechnologii i Ogrodnictwa tej samej uczelni uzyskała stopień doktora nauk rolniczych w zakresie ogrodnictwa na podstawie rozprawy pt. Techniki in vitro w rozmnażaniu lędźwianu siewnego (Lathyrus sativus L.), której promotorem była Anna Pindel. W tym samym roku została zatrudniona na tejże uczelni, a w 2023 roku uzyskała na niej stopień doktora habilitowanego nauk rolniczych w dyscyplinie rolnictwa i ogrodnictwa na podstawie dorobku naukowego i pracy pt. Potencjalne mechanizmy odpowiedzi lędźwianu siewnego (Lathyrus sativus L.) na stres suszy i zasolenia.